# Clásico Francisco J. Beazley
El Clásico Francisco J. Beazley es una carrera clásica para potrancas que se disputa en el Hipódromo Argentino de Palermo, sobre 1800 metros de pista de arena y convoca exclusivamente a hembras de 3 años. Está catalogado como un certamen de Grupo 2 en la escala internacional y dentro del calendario del proceso selectivo es tradicionalmente la principal carrera preparatoria del Gran Premio Selección.
Se disputa regularmente en el mes de septiembre y lleva su nombre en homenaje al abogo y político Francisco Julián Beazley, uno de los socios fundadores del Jockey Club Argentino y presidente de dicha institución en dos mandatos, a principios del siglo XX.

## Últimas ganadoras del Beazley
| Año  | Ganadora       | País | Jockey               | País | Padre              | País | Madre         | País | Criador                     | Caballeriza           | Colores            |
| ---- | -------------- | ---- | -------------------- | ---- | ------------------ | ---- | ------------- | ---- | --------------------------- | --------------------- | ------------------ |
| 2019 | Ever Beautiful |      | Eduardo Ortega Pavón |      | Exchange Rate      |      | Ever Beauty   |      | Haras Abolengo              | R.M. (SI)             | Horse racing silks |
| 2018 | Cielo Abierto  |      | Pablo Falero         |      | Roman Ruler        |      | Camioneta     |      | Haras Vacación              | Vacación              | Horse racing silks |
| 2017 | Bamb Harlan    |      | Francisco Gonçalves  |      | Harlan´s Holiday   |      | Bamb Halo     |      | Haras Firmamento            | Firmamento            | Horse racing silks |
| 2016 | Jasminka       |      | Adrián Giannetti     |      | Mutakddim          |      | Jaspeada      |      | Haras La Quebrada           | Gran Derby            | Horse racing silks |
| 2015 | Doña Joya      |      | Adrián Giannetti     |      | Jump Start         |      | Joya Latina   |      | Haras San Benito            | San Benito            | Horse racing silks |
| 2014 | Jazz Catch     |      | Damián Ramella       |      | Catcher In The Rye |      | Jacinta Glory |      | Haras Firmamento            | Firmamento            | Horse racing silks |
| 2013 | Balkana        |      | Juan Carlos Noriega  |      | Roman Ruler        |      | Beauty Roy    |      | Haras Vacación              | Vacación              | Horse racing silks |
| 2012 | Sea Brava      |      | Altair Domingos      |      | Pure Prize         |      | Secreta       |      | Haras La Providencia        | La Providencia        | Horse racing silks |
| 2011 | Malibu Queen   |      | Juan Carlos Noriega  |      | Bernstein          |      | Malinche      |      | Haras Santa María de Araras | Santa María de Araras | Horse racing silks |
| 2010 | Liz For Sale   |      | Altair Domingos      |      | Not For Sale       |      | Lu Toss       |      | Teresa Schuvaks             | Le Fragole            | Horse racing silks |
| 2009 | Kalath Wells   |      | Edwin Talaverano     |      | Poliglote          |      | Kalath        |      | Haras Firmamento            | Firmamento            | Horse racing silks |
| 2008 | Cagnotte       |      | Pablo Falero         |      | Sunray Spirit      |      | Compagne      |      | Héctor del Piano            | Iceache               | Horse racing silks |
| 2007 | Fiesta Lady    |      | Juan Carlos Noriega  |      | Southern Halo      |      | Fiereze       |      | Haras La Esperanza          | La Esperanza          | Horse racing silks |
| 2006 | Bartola        |      | Pablo Falero         |      | Roy                |      | Baronesita    |      | Haras Vacación              | La Esperanza          | Horse racing silks |
| 2005 | Terms Parade   |      | Damián Ramella       |      | Parade Marshal     |      | Helens Terms  |      | Haras Firmamento            | Firmamento            | Horse racing silks |
| 2004 | Beauty Roy     |      | Pablo Falero         |      | Roy                |      | Bellezza      |      | Haras Vacación              | Vacación              | Horse racing silks |
| 2003 | Marrusa        |      | Juan Carlos Noriega  |      | Slew Gin Fizz      |      | Vatra         |      | Haras Rodeo Chico           | Rodeo Chico           | Horse racing silks |
| 2002 | Semblanza      |      | Pablo Falero         |      | Roy                |      | Sofaifa       |      | Haras Vacación              | Vacación              | Horse racing silks |
| 2001 | Miss Roy       |      | Cristian Quiles      |      | Roy                |      | Miss Loreto   |      | Rubén Prieto                | La Buena Estrella     | Horse racing silks |
| 2000 | Palmarola      |      | Pablo Falero         |      | Kitwood            |      | Pescara       |      | Haras Vacación              | Vacación              | Horse racing silks |
| 1999 | Lovellon       |      | Jacinto Herrera      |      | Potrillón          |      | Helen D.      |      | Haras La Madrugada          | P.G.R.                | Horse racing silks |
| 1998 | Bordelaise     |      | Juan Carlos Noriega  |      | Espacial           |      | Maconnaisse   |      | Haras Ojo de Agua           | Santa María de Araras | Horse racing silks |
| 1997 | Realize        |      | Pablo Falero         |      | Confidential Talk  |      | Ráfaga        |      | Haras Vacación              | Vacación              | Horse racing silks |
| 1996 | Potrinner      |      | Horacio Karamanos    |      | Potrillazo         |      | Chaldee       |      | Haras La Madrugada          | Tori                  | Horse racing silks |
| 1995 | Escabiosa      |      | Horacio Karamanos    |      | Payant             |      | Elegía        |      | Haras Las Ortigas           | Rosuer                | Horse racing silks |